# 住吉神社 (美濃市生櫛)
住吉神社（すみよしじんじゃ）は、岐阜県美濃市生櫛にある神社（住吉神社）。

## 概要
武儀郡生櫛村（現・美濃市生櫛）の産土神社である。
創建時期は不詳。江戸時代は六社明神と呼ばれていた。
1872年（明治5年）に村社となる、同時に住吉神社に改称する。1908年（明治41年）に神明神社を合祀。
1957年（昭和32年）、岐阜県神社庁より銀幣社に指定される。

## 主祭神
- 表筒男神
- 中筒男神
- 底筒男神
- 底津綿津見神
- 中津綿津見神
- 上津綿津見神

## 境内社
- 愛宕神社[3]
- 秋葉神社[3]
- 山神神社[3]
- 御嶽神社[3]
- 神明神社[3]
- 若宮八幡神社[3]